# Corrosió galvànica

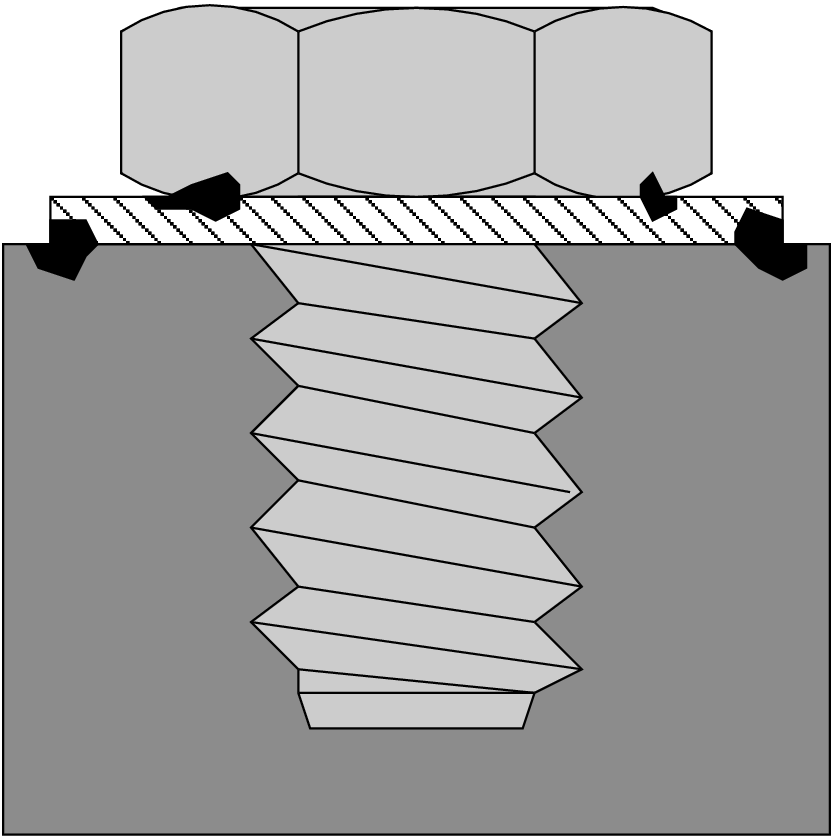
Esquema d'activitat de la corrosió galvànica entre cargol i xapa.

La corrosió galvànica és un procés electroquímic en què un metall es corroeix preferentment quan està en contacte elèctric amb un tipus diferent de metall (més noble) i tots dos metalls es troben immersos en un electròlit o mitjà humit. En canvi, una reacció galvànica s'aprofita en bateries i piles per generar un corrent elèctric de cert voltatge. Un exemple comú és la pila de carboni-zinc on el zinc es corroeix preferentment per produir un corrent. La bateria de llimona és un altre exemple senzill de com els metalls diferents reaccionen per produir un corrent elèctric.
Quan dos o més diferents tipus de metall entren en contacte en presència d'un electròlit, es forma una cel·la galvànica perquè metalls diferents tenen diferents potencials d'elèctrode o de reducció. L'electròlit subministra el mitjà que fa possible la migració d'ions per la qual cosa que els ions metàl·lics en dissolució poden moure's des de l'ànode al càtode. Això porta a la corrosió del metall anòdic (el que tenen menor potencial de reducció) més ràpidament que d'una altra manera, al mateix temps, la corrosió del metall catòdic (el que té major potencial de reducció) es retarda fins al punt d'aturar. La presència d'electròlits i un camí conductor entre els dos metalls pot causar una corrosió en un metall que, de forma aïllada, no s'hauria oxidat.
Fins i tot un sol tipus de metall pot patir corrosió galvànica si l'electròlit varia en la seva composició, formant una cel·la de concentració.

## Exemples

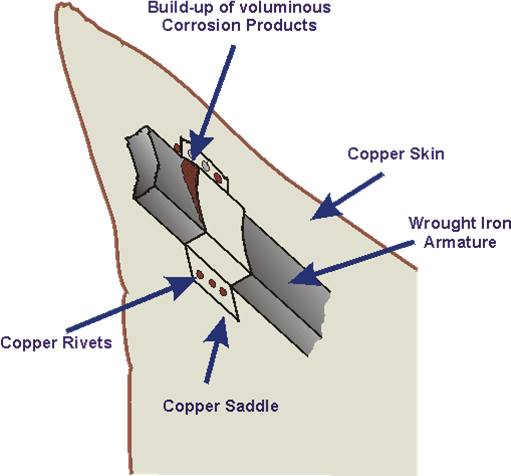
Corrosió galvànica a la Estàtua de la Llibertat, en els punts de contacte entre el recobriment i altres peces de coure amb l'estructura de ferro forjat.

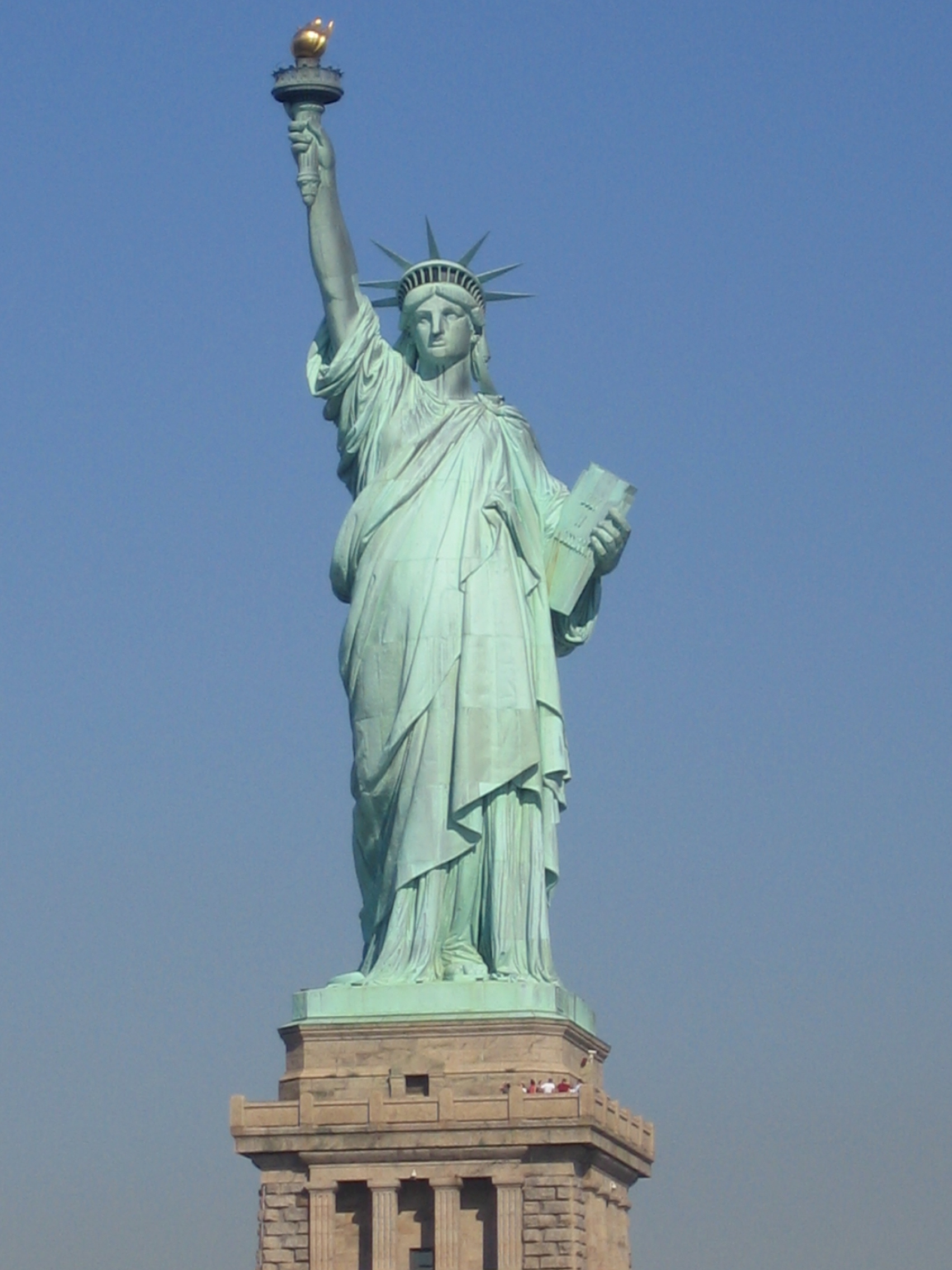
El manteniment periòdic va mostrar que la Estàtua de la Llibertat patia corrosió galvànica.

Un exemple comú de corrosió galvànica és l'oxidació de les làmines d'acer corrugat, que es generalitza quan el recobriment de zinc de protecció es trenca i l'acer subjacent és atacat. El zinc és atacat preferentment perquè és menys noble, però quan es consumeix, es produeix l'oxidació seriosament l'acer. Amb una llauna recoberta d'estany, com les de conserves, passa el contrari perquè l'estany és més noble que l'acer subjacent, de manera que quan es trenca la capa, l'acer és atacat preferentment.
Un exemple bastant més espectacular va ocórrer a l'Estàtua de la Llibertat, quan el manteniment periòdic en la dècada de 1980 va demostrar que la corrosió galvànica havia tingut lloc entre el recobriment exterior de coure i l'estructura de suport, de ferro forjat. Encara que el problema s'havia previst quan l'estructura va ser construïda per Gustave Eiffel seguint el disseny de Frédéric Auguste Bartholdi a la dècada de 1880, l'aïllament de goma laca entre els dos metalls es va deteriorar després d'un període, i va donar lloc a l'oxidació dels suports de ferro. Durant la renovació es va substituir l'aïllament original per PTFE. L'estructura estava lluny d'estar en perill a causa de la gran quantitat de connexions no afectades, però va ser considerat com una mesura de precaució pel que és considerat un símbol nacional dels EUA.
Un exemple anterior va passar a la fragata de la Royal Navy HMS Alarm. El buc de fusta de l'embarcació havia estat revestit de coure per evitar l'atac dels percebes. Aviat es va descobrir que la coberta s'havia desprès del buc en molts llocs, perquè els claus de ferro que havien estat utilitzat per fixar el coure a la fusta s'havien corroït completament. Una inspecció més detallada va revelar que alguns claus, que estaven menys corroïts, estaven aïllats del coure per un paper marró que estava atrapat sota el cap del clau. El coure havia estat lliurat a la drassana embolicat en el paper que no es va treure abans que aquestes planxes fossin clavades al buc. La conclusió òbvia, doncs, i la que figura en un informe a l'Almirallat de 1763, va ser que no s'ha de permetre el contacte directe del ferro amb el coure en un entorn d'aigua de mar si es vol evitar una severa corrosió del ferro. Més tard, els vaixells s'han dissenyat tenint això en compte. No només l'aigua de mar era un electròlit molt bo, per la seva alta concentració de sal, sinó que l'atac dels claus va ser afavorit per la seva àrea d'exposició tan petita en comparació amb el de la coberta de coure del buc.

## Sèrie galvànica i aplicacions

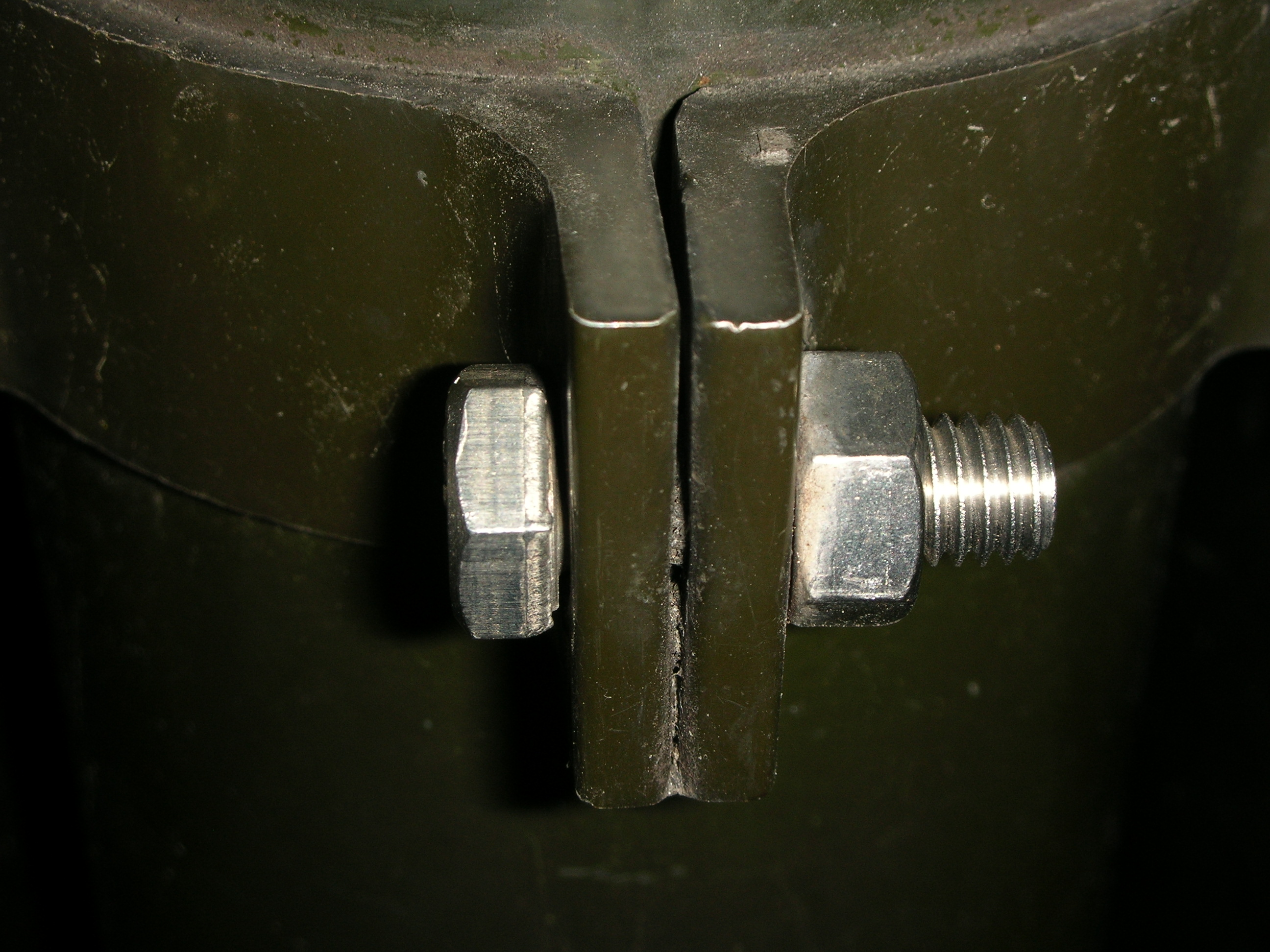
Corrosió d'un cargol en la unió amb un altre metall, exposats tots dos a la humitat ambiental.

Els metalls (incloent els aliatges) poden ser ordenats en una sèrie galvànica que representa el potencial que desenvolupen en un electròlit davant d'un elèctrode patró de referència. La posició relativa dels dos metalls en aquesta sèrie dona una bona indicació de quin metall de la parella és més probable que pateixi corrosió amb més rapidesa. No obstant això, altres factors com la salinitat, la ventilació i el cabal d'aigua poden influir considerablement en el procés.
La corrosió galvànica és de gran interès per a la indústria marina. Són molt comuns les taules amb sèries galvàniques de metalls en aigua de mar, a causa de l'àmplia utilització del metall en la construcció naval. Hi ha la possibilitat que la corrosió de la soldadura de plata d'una canonada d'aigua salada hagués causat una fallada que va conduir a l'enfonsament del vaixell USS Thresher i la mort de tots els seus tripulants.
La tècnica comú de la neteja de la plata per immersió de la plata i un tros de paper alumini en un bany d'aigua amb sal (generalment hidrogencarbonat de sodi) és un altre exemple de corrosió galvànica. Cal anar amb compte, ja que utilitzant aquesta tècnica netejarà l'òxid de plata que podria ser-hi com a decoració. Tampoc és aconsellable netejar així objectes de plata banyada en or, ja que es pot introduir corrosió galvànica no desitjada en el metall base.

## Prevenció de la corrosió galvànica

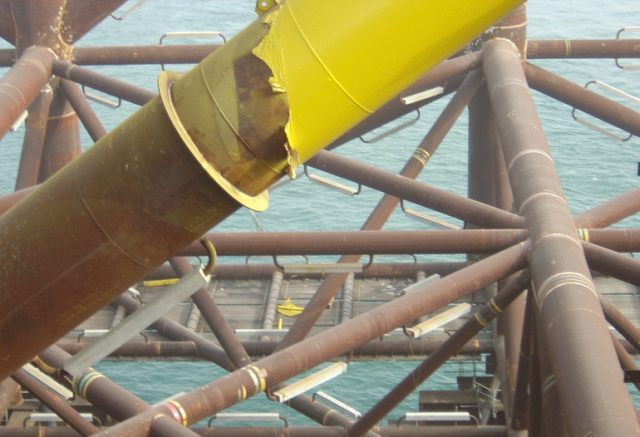
Ànodes de sacrifici (alumini) muntats al vol en una estructura metàl·lica de acer per a prevenir la corrosió.

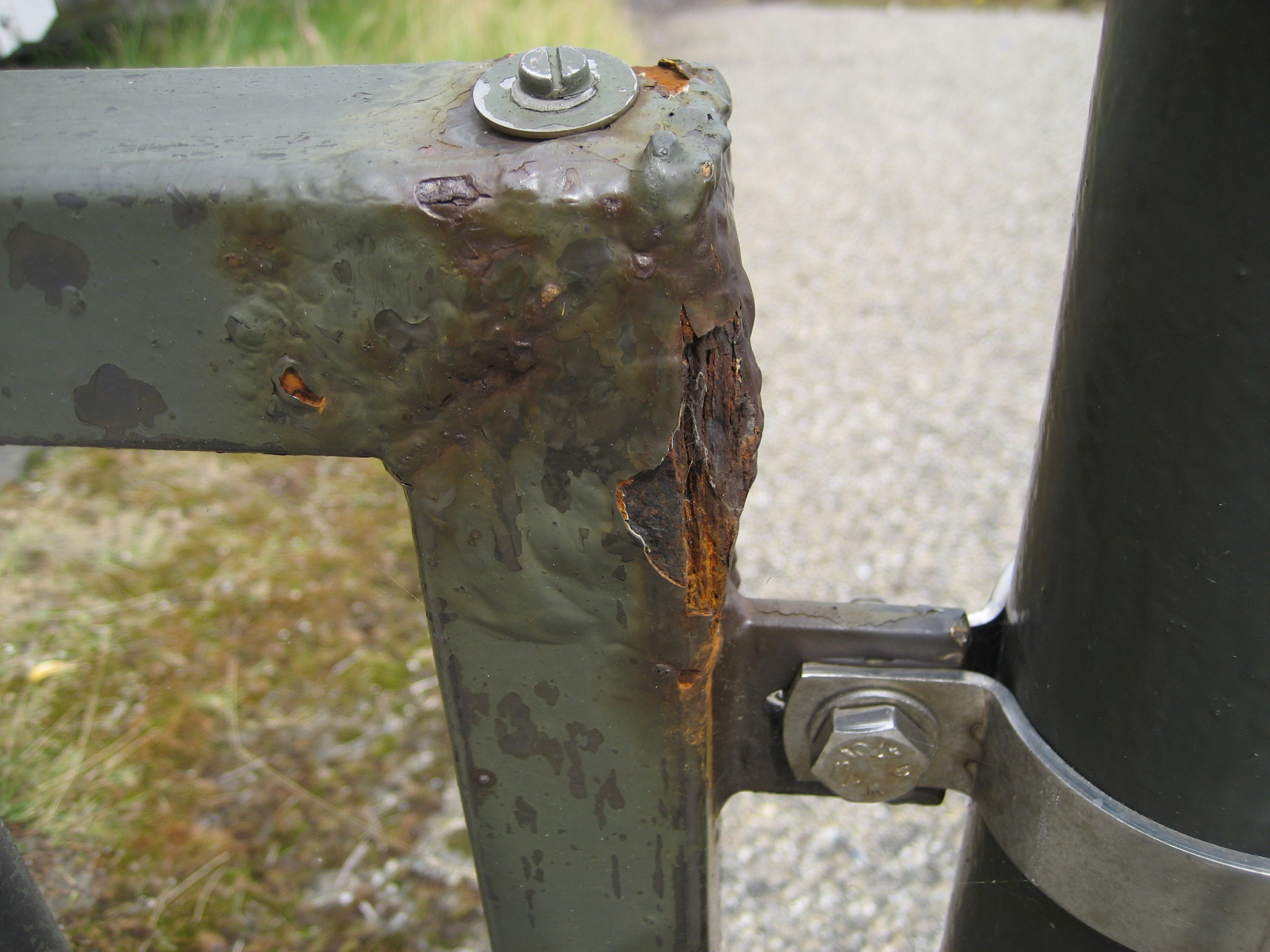
Corrosió per deteriorament del revestiment.

Hi ha diverses maneres de reduir i prevenir aquest tipus de corrosió.
- Una manera és aïllar elèctricament els dos metalls entre si. A menys que estiguin en contacte elèctric, no hi pot haver una cel·la galvànica establerta. Això es pot fer usant plàstic o un altre aïllant per separar la canonada d'acer de la conducció d'aigua dels tubs metàl·lics a base de coure, o mitjançant l'ús d'una capa de greix per separar els elements. L'ús de juntes de material absorbent, que puguin retenir líquids, és sovint contraproduent. La canonada es pot aïllar amb un recobriment per canonades fabricat amb materials plàstics, o fetes de material metàl·lic recobert o revestit internament. És important que el recobriment tingui una longitud mínima d'uns 500 mm perquè sigui eficaç.

- Una altra forma és mantenir els metalls secs i/o protegits dels compostos iònics (sals, àcids, bases), per exemple, pintant o recobrint el metall protegit amb pintura plàstica o resines epoxi, i deixant-los assecar.

- Revestir els dos materials i, si no és possible cobrir-los tots dos, el revestiment s'aplicarà al més noble, el material amb major potencial de reducció. Això és necessari perquè si el revestiment s'aplica només en el material més actiu (menys noble), en cas de deteriorament de la coberta, hi haurà una àrea de càtode gran i una àrea d'ànode molt petita, i l'efecte en la zona serà gran, ja que la velocitat de corrosió serà molt elevada.
- També és possible triar dos metalls que tinguin potencials similars (vegeu taula). Com més propers entre si estiguin els potencials dels dos metalls, menor serà la diferència de potencial i, per tant, menor serà el corrent galvànica. Utilitzar el mateix metall per a tota la construcció és la forma més precisa d'igualar els potencials i prevenir la corrosió.
- Les tècniques de galvanoplàstia o recobriment electrolític amb un altre metall (xapat) també pot ser una solució. Es tendeix a utilitzar els metalls més nobles perquè millor resisteixen la corrosió: crom, níquel, plata i or són molt usats.[4]

- La protecció catòdica mitjançant ànodes de sacrifici: Es connecta el metall que volem protegir amb una barra d'un altre metall més actiu, que s'oxida preferentment, protegint al primer metall.[3] S'utilitzen un o més ànodes de sacrifici d'un metall que sigui més fàcilment oxidable que el metall protegit. Els metalls que comunament s'utilitzen per ànodes de sacrifici són el zinc, el magnesi i l'alumini. Això és habitual en els escalfadors d'aigua i tancs d'aigua calenta de les calderes. La manca de regularitat en substituir els ànodes de sacrifici en els escalfadors d'aigua disminueix severament la vida útil del tanc. Les substàncies per corregir la duresa de l'aigua tendeixen a degradar els ànodes de sacrifici i els tancs més ràpidament.

|  |  |  |
|  |  |  |

Per exemple, considerem un sistema compost per acer inoxidable 316 (un acer inoxidable de la sèrie 300, és un aliatge molt noble el que significa que és bastant resistent a la corrosió i té un alt potencial), i un acer dolç (un metall molt actiu amb menor potencial). L'acer dolç es corroirà en presència d'un electròlit, com l'aigua salada. Si es fa servir un ànode de sacrifici (com un aliatge de zinc, aliatges d'alumini o magnesi), aquests ànodes es corroiran, protegint els altres metalls. Aquesta és una pràctica comuna en la indústria marítima per protegir l'equipament del vaixell. Els vaixells que estan en contacte amb aigua salada fan servir o bé aliatges de zinc o d'alumini. Si els vaixells estan només en aigua dolça, s'utilitza un aliatge de magnesi. El magnesi té un dels potencials galvànics més alts de tots els metalls. Si es fa servir ha per exposada a l'aigua salada, com en un buc d'un vaixell d'acer o d'alumini, les bombolles d'hidrogen que es formen sota de la pintura causaran butllofes i descamació.
- La protecció catòdica mitjançant un corrent elèctric és un altre exemple de protecció contra la corrosió.[3] Una font d'alimentació elèctrica de corrent continu es pot connectar en el sentit oposat al corrent galvànic corrosiu. S'empra en estructures grans on els ànodes galvànics no poden subministrar suficient protecció. (Vegeu sistema de protecció catòdica per corrent forçat)

|  |  |  |
|  |  |  |

Els vaixells de metall connectats a una línia d'electricitat en terra normalment han de tenir el buc connectat a terra per raons de seguretat. No obstant això, el final de la connexió a terra és probable que sigui una vareta de coure enterrada al port esportiu, resultant una "bateria" acer-coure al voltant d'1,1 V. En aquests casos, l'ús d'un aïllant galvànic és essencial - típicament 2 díodes en sèrie, per impedir qualsevol flux de corrent, mentre que la tensió aplicada sigui inferior a 1,4 V (és a dir, 0,7 V per díode), però permetent un flux complet en cas d'una fallada de la terra. S'ha assenyalat que encara hi haurà una fuga molt petita a través dels díodes que poden donar lloc a una corrosió lleugerament més ràpida del normal.

## Factors que influeixen en la corrosió galvànica[5]

Esquema de corrosió de cèl·lules d'oxigen despolaritzat

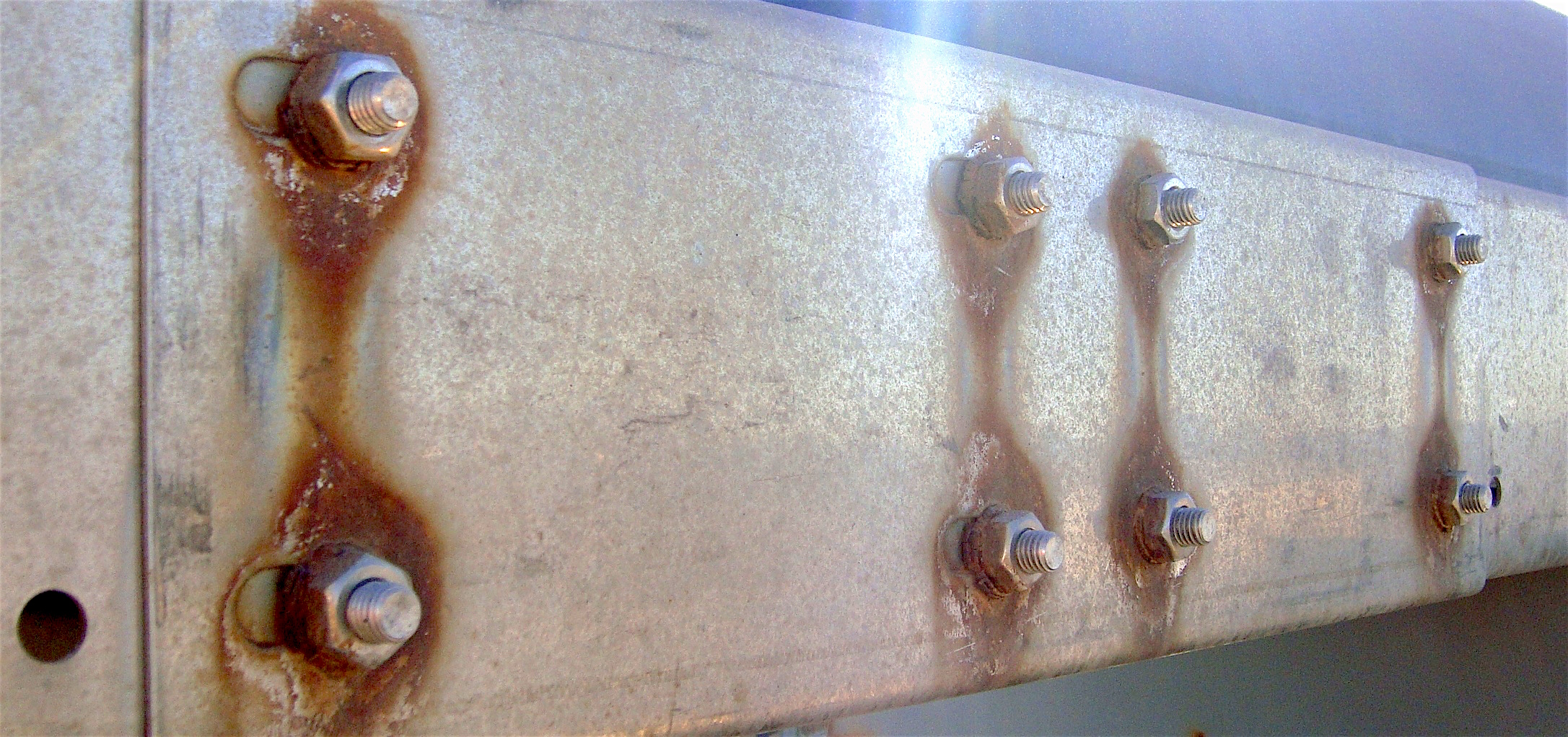
Efectes de la corrosió galvànica d'una planxa d'acer (ànode) al voltant dels cargols d'acer inoxidable (càtode, causada per reducció de l'oxigen). L'oxidació deriva de la reacció química secundària entre ions, que passa en els elèctrodes esmentats.

- L'ús d'una capa protectora entre metalls diferents evitarà la reacció dels dos metalls.
- Mida relativa d'ànode i càtode: Això es coneix com a "efecte de la zona". Com és l'ànode qual corroeix més ràpid, com més gran sigui l'ànode en relació amb el càtode, menor serà la corrosió. Per contra, un ànode petit i un càtode gran farà que l'ànode es danyi fàcilment. La pintura i el revestiment poden alterar les zones exposades.
- La ventilació de l'aigua de mar. L'aigua pobrament airejada pot afectar els acers inoxidables, movent més cap al final d'una escala anòdica galvànica.
- Grau de contacte elèctric - Com més gran és el contacte elèctric, més fàcil serà el flux de corrent galvànica.
- Resistivitat elèctrica de l'electròlit - En augmentar la resistivitat de l'electròlit disminueix el corrent, i la corrosió es fa més lenta.[6]

- Rang de diferència de potencial individual entre els dos metalls: És possible que els diferents metalls podrien solapar en la seva gamma de diferències de potencial individual. Això vol dir que qualsevol dels metalls podria actuar com a ànode o càtode depenent de les condicions que afecten els potencials individuals.
- Coberta del metall amb organismes biològics: Els llims que s'acumulen en els metalls poden afectar les zones exposades, així com la limitació de cabal d'aigua circulant, de la ventilació, i la modificació del pH.
- Òxids: Alguns metalls poden ser coberts per una fina capa d'òxid que és menys reactiu que el metall nu. Netejar el metall pot retirar aquesta capa d'òxid i augmentar així la reactivitat química.
- Humitat: Pot afectar la resistència electrolítica i al transport d'ions.
- Temperatura: La temperatura pot afectar la taxa de resistència dels metalls a altres productes químics. Per exemple, les temperatures més altes tendeixen a fer que els acers siguin menys resistents als clorur s.
- Tipus d'electròlit - L'exposició d'una peça de metall a dos electròlits diferents (ja siguin diferents productes químics o diferents concentracions del mateix producte) poden causar que un corrent galvànica flueixi per l'interior del metall.

## Bateria de lasanya
Una "bateria de lasanya" o "pila de lasanya" es produeix accidentalment quan els aliments salats, com la lasanya, s'emmagatzemen en un recipient de posar al forn d'acer i es cobreix amb paper d'alumini. Després d'unes hores es desenvolupen en el paper d'alumini uns petits forats en els punts de contacte amb la lasanya, i la superfície de l'aliment es cobreix de petits punts compostos d'alumini corroït (òxid).
Aquesta corrosió metàl·lica és perquè cada vegada que dues fulles de diferents metalls es posen en contacte amb un electròlit, els dos metalls actuen com elèctrodes, i es forma una cel·la electroquímica, pila o bateria. En aquest cas, els dos terminals de la bateria estan connectats entre si. Com que la làmina d'alumini toca l'acer, aquesta bateria està en curtcircuit, apareix un corrent elèctric important, i unes reaccions químiques ràpides tenen lloc a la superfície del metall en contacte amb l'electròlit. Així, en aquesta pila d'acer/sal/alumini, atès que l'alumini està més alt en la sèrie electroquímica (major potencial), l'alumini sòlid s'oxida i es va dissolent formant ions dissolts, i el metall experimenta corrosió galvànica.

## Compatibilitat galvànica
La compatibilitat de dos metalls diferents pot ser prevista utilitzant l'Índex Anòdic. Aquest paràmetre mesura el voltatge electroquímic que es produeix entre un metall i l'or, utilitzat com a elèctrode de referència. Per tenir el voltatge relatiu entre dos metalls cal fer la diferència dels seus Indexs Anòdics.
En cas de tenir ambients normals, com ara magatzems o altres ambients interiors sense control de temperatura ni humitat, la diferència dels Índexs Anòdics no hauria de ser més gran que 0,25 V. En ambients interiors, amb temperatura i humitat controlades, es pot acceptar fins a 0,50 V. Per a ambients més agressius, com ara intempèrie, alta humitat i ambients salins, la diferència no hauria de superar 0,15 V. Així, per exemple, els índexs de l'or i la plata difereixen amb 0,15 V i, per tant, serien compatibles per aquest tipus de condicions.
Sovint, quan el disseny requereix que metalls diferents estiguin en contacte, es gestiona la compatibilitat galvànica entre ells mitjançant els acabats i el revestiment. L'acabat i el recobriment seleccionat faciliten que els materials dissímils estiguin en contacte i protegeixen així als materials de base de la corrosió.
L'acer i l'alumini són dos materials són compatibles o estan subjectes a la corrosió galvànica?. En teoria, experiments i pràctica, aquests dos materials són definitivament compatibles. La teoria prediu que l'Alumini i l'Acer galvanitzat són compatibles. Aquests materials estan adjacents l'un a l'altre en l'escala de galvanitzat. La presència de l'alumini acoblat amb l'acer galvanitzat incrementa la densitat actual (rang de corrosió) del zinc només de 0,1% a 1% (l'alumini és el càtode, o el costat protegit del parell). Aquest increment en el rang de corrosió del zinc és insignificant, i per tant, el contacte entre l'alumini i l'acer galvanitzat no accelera significativament la corrosió de cap dels dos materials. Les proves confirmen la teoria. Per exemple, Doyle i Wright mostren que el grau de corrosió de l'alumini no s'incrementa en estar en contacte amb l'acer galvanitzat. Ells conclouen: el zinc és molt compatible amb l'alumini en tots els ambients, i en diversos casos fins i tot mostrant que l'alumini estava sent protegit catòdicament pel zinc. Els codis han incorporat aquests resultats. Per exemple, l'Associació d'Alumini en el seu codi estructural estableix que no hi ha necessitat de separar o pintar les superfícies d'acer galvanitzat que estiguin en contacte amb l'alumini. Moltes estructures i components en l'últim mig segle testifiquen l'anterior. El revestiment d'alumini és sovint fixat a estructures d'acer galvanitzat i molt sovint s'utilitzen cargols amb recobriment de zinc. La majoria de les estructures exteriors de tribunes a Nord Amèrica estan fetes d'estructura galvanitzada en la que es fixen pisos o seients d'alumini. I també un nombre incomptable de connectors sistema de connexió en servei a tot el món estan unint tubs d'acer galvanitzat reeixida i permanentment.

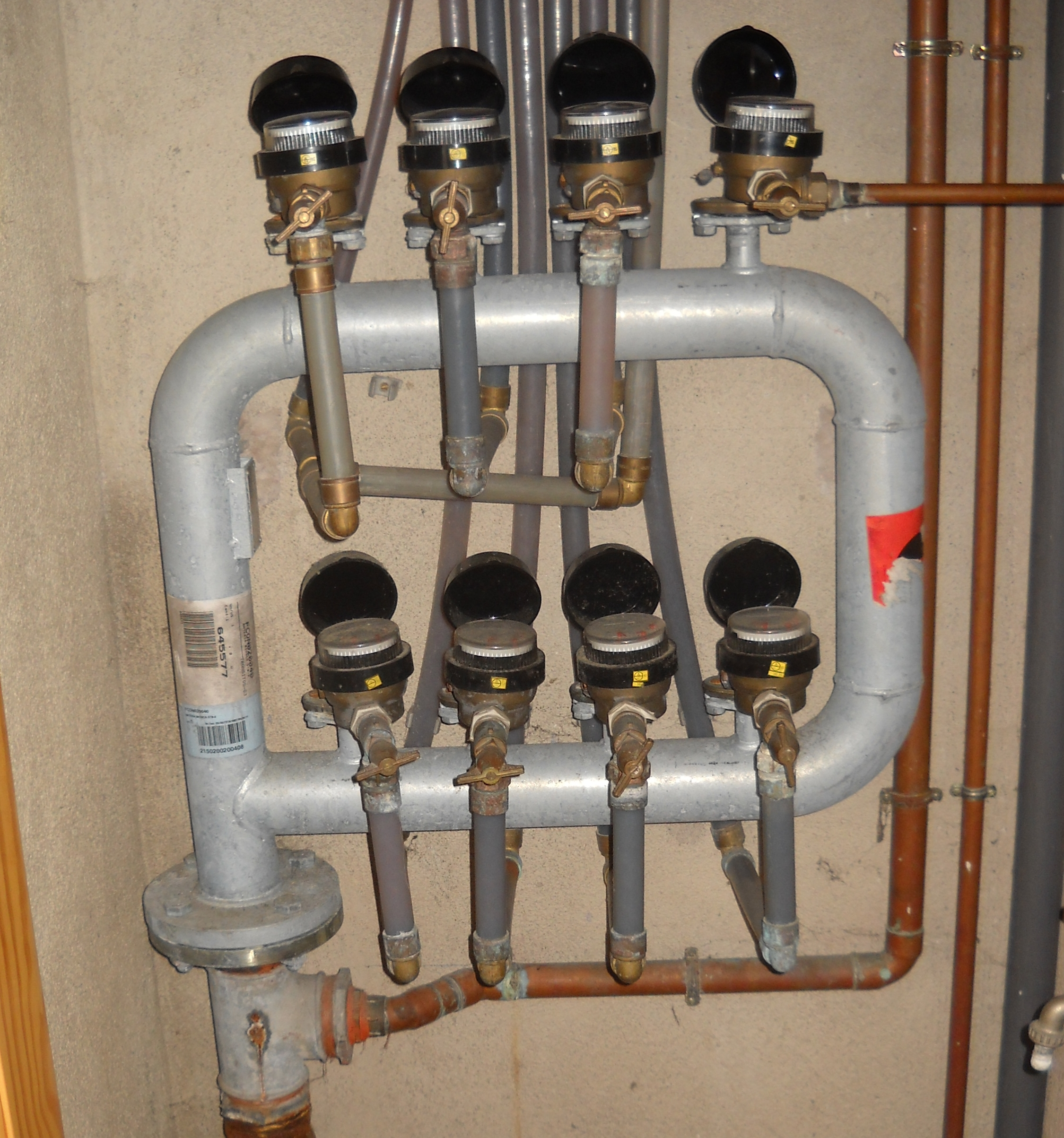
Aquest suport de bateria de comptadors d'aigua, ha hagut de substituir l'original als 4 any d'ús, per estar connectat a una canonada de coure de l'edifici (0,85V de diferència de potencial, vegeu el punt de corrosió a baix a l'esquerra), posant una bateria de PVC la duració és il·limitada.

Generalment l'acer galvanitzat es comporta bé en contacte amb els metalls més habituals en la construcció quan es troben exposats a l'atmosfera, sempre que la relació superficial entre l'acer galvanitzat i l'altre metall sigui alta. Per contra, en condicions d'immersió el risc d'atac per corrosió bimetàl·lica s'incrementa de manera significativa, de manera que normalment és necessari utilitzar algun tipus d'aïllament entre els dos metalls.
 Comportament de l'acer galvanitzat en contacte amb: 
 Coure.  Donada la gran diferència de potencial entre l'acer galvanitzat i el coure o aliatges d'aquest metall, es recomana sempre l'aïllament elèctric dels dos metalls, fins i tot en condicions d'exposició a l'atmosfera. On sigui possible, el disseny ha més evitar que l'aigua o les condensacions d'humitat escorrin des del coure sobre els articles galvanitzats, ja que el coure dissolt en forma iònica podria dipositar sobre les superfícies galvanitzades i provocar la corrosió del zinc.
Per aquest mateix motiu, en les conduccions d'aigua no han de barrejar trams de canonades de coure i d'acer galvanitzat (encara que s'utilitzin elements d'aïllament elèctric en les unions de dos tipus de canonades), especialment si els trams de coure es col·loquen davant dels d'acer galvanitzat i, per tant, el flux d'aigua passa principalment per les canonades de coure.
Alumini. El risc de corrosió bimetàl·lica deguda al contacte entre l'acer galvanitzat i l'alumini a l'atmosfera és relativament baix.
Convé recordar que una aplicació freqüent en la qual s'usen conjuntament aquests dos metalls són els revestiments amb panells d'alumini muntats sobre una subestructura de perfils d'acer galvanitzat. En aquests casos és aconsellable, encara que no imprescindible, aïllar ambdós metalls, a causa de la gran superfície dels panells d'alumini en relació amb la dels perfils en contacte.
Plom La possibilitat de corrosió bimetàl·lica amb el plom és baixa en una exposició a l'atmosfera. No s'han detectat problemes en aplicacions com ara l'ús de tapajunts de plom amb productes o recobriments de zinc, o en la utilització de plom per fixar pals o elements estructurals galvanitzats.
Acer inoxidable L'ús més habitual de l'acer inoxidable en contacte amb acer galvanitzat és en forma de cargols i femelles en condicions d'exposició a l'atmosfera (Fig. 4). Aquest tipus d'unions no solen ser molt problemàtiques, a causa del baix parell galvànic que s'estableix entre els dos metalls ia l'elevada relació superficial entre el metall anòdic (acer galvanitzat) i el catòdic (acer inoxidable). No obstant això, en mitjans d'elevada conductivitat (humitat elevada o immersió en aigua) és recomanable disposar un aïllament entre les superfícies en contacte de dos metalls (pe volanderes de plàstic o neoprè i casquets o cintes aïllants).

## Taula d'índex anòdic de diferents materials
| Metall | Índex (V) |
| --- | --------- |
| Or, sòlid i xapat en or, aliatge d'or i platí | 0,00      |
| Rodi xapat sobre coure platejat | 0,05      |
| Plata, sòlida o xapada, metall monel. Aliatges de coure riques en níquel                                                                             | 0,15      |
| Níquel, sòlid i xapat, titani i els seus aliatges, Monel                                                                                             | 0,30      |
| Coure, sòlid i xapat; llautons o bronzes de baix grau, soldadura de plata, aliatges de coure-níquel d'alt grau per platejat, aliatges de níquel-crom | 0,35      |
| Llautó i bronzes | 0,40      |
| Llautons d'alt grau i bronzes | 0,45      |
| Acer inoxidable, tipus 18% crom | 0,50      |
| Crom xapat (cromat); estany xapat (estanyat); Acer inoxidable, tipus 12% de crom                                                                     | 0,60      |
| Estany, soldadura d'estany i plom | 0,65      |
| Plom, sòlid o xapat, aliatges de plom d'alt grau | 0,70      |
| Alumini forjat sèrie 2000 | 0,75      |
| Ferro forjat, de color gris o mal·leable, acers carboni i acers de baix aliatge                                                                      | 0,85      |
| Alumini, aliatges forjats que no siguin alumini sèrie 2000, aliatges de fosa del tipus de silici                                                     | 0,90      |
| Alumini, aliatges diferents dels de silici, cadmi, niquelat i cromat                                                                                 | 0,95      |
| Acer galvanitzat; Xapa de zinc (galvanitzat per bany fos)                                                                                            | 1,20      |
| Zinc (forjat); aliatges de zinc (buidatge); zinc (xapat)                                                                                             | 1,25      |
| Magnesi & aliatges amb base de magnesi, fos o forjat                                                                                                 | 1.75      |
| Beril·li | 1.85      |

## Normes
- 49 CFR 192.112 - Requisits de control de la corrosió - Transport de gas natural per gasoducte i altres: normes mínimes de seguretat federals
- ASME B31Q 0001-0191
- ASTM G-8, G 42 - Avaluació de la resistència catòdica despreniment dels revestiments
- DNV-RP-B401 - Disseny de Protecció catòdica - Det Norske Veritas
- A 12068:1999 - Protecció catòdica. Exteriors recobriments orgànics per a Protecció contra la corrosió de canonades soterrades o submergides d'acer utilitzades en relació amb la Protecció catòdica. Les cintes i els materials retràctils
- A 12473:2000 - Principis generals de la Protecció catòdica en aigua de mar
- A 12474:2001 - Protecció catòdica de canonades submarines
- A 12495:2000 - Protecció catòdica per estructures marines fixes d'acer
- A 12499:2003 - Interior de Protecció catòdica d'estructures metàl·liques
- A 12696:2000 - Protecció catòdica de l'acer en el formigó
- A 12954:2001 - Protecció catòdica d'enterrats o immersos estructures metàl·liques. Principis generals i aplicació per a les canonades
- A 13173:2001 - Protecció catòdica per a estructures d'acer flotant a alta mar
- A 13174:2001 - Protecció catòdica de les instal·lacions portuàries
- A 13509:2003 - Tècniques de Protecció catòdica de mesura
- A 13636:2004 - Protecció catòdica de tancs metàl·lics enterrats i relacionats amb les canonades
- A 14505:2005 - Protecció catòdica d'estructures complexes
- A 15112:2006 - Exteriors de Protecció catòdica de revestiment del pou
- A 50162:2004 - Protecció contra la corrosió per corrents paràsites de sistemes de corrent
- BS 7361-1:1991 - Protecció catòdica
- NACE SP0169: 2007 - Control de la corrosió externa en sistemes de canonades metàl·liques subterrànies o submergides

Tècniques * NACE TM 0497 - Mesura relacionats amb els criteris per a la Protecció catòdica en sistemes de canonades metàl·liques subterrànies o submergides